# Pernagera tasmaniae
Pernagera tasmaniae är en snäckart som först beskrevs av Cox 1868.  Pernagera tasmaniae ingår i släktet Pernagera och familjen Charopidae. Inga underarter finns listade i Catalogue of Life.